# Grant Imahara
Grant Masaru Imahara (Los Ángeles, California, 23 de octubre de 1970-Ib., 13 de julio de 2020) fue un ingeniero eléctrico y robótico estadounidense, experto en tecnología, radio, electrónica. Fue conocido por su trabajo como miembro del equipo del programa Mythbusters hasta el año 2014, cuando se anunció que tanto él como sus compañeros de reparto Tory Belleci y Kari Byron saldrían del show para la temporada de 2015.

## Educación y primeros trabajos

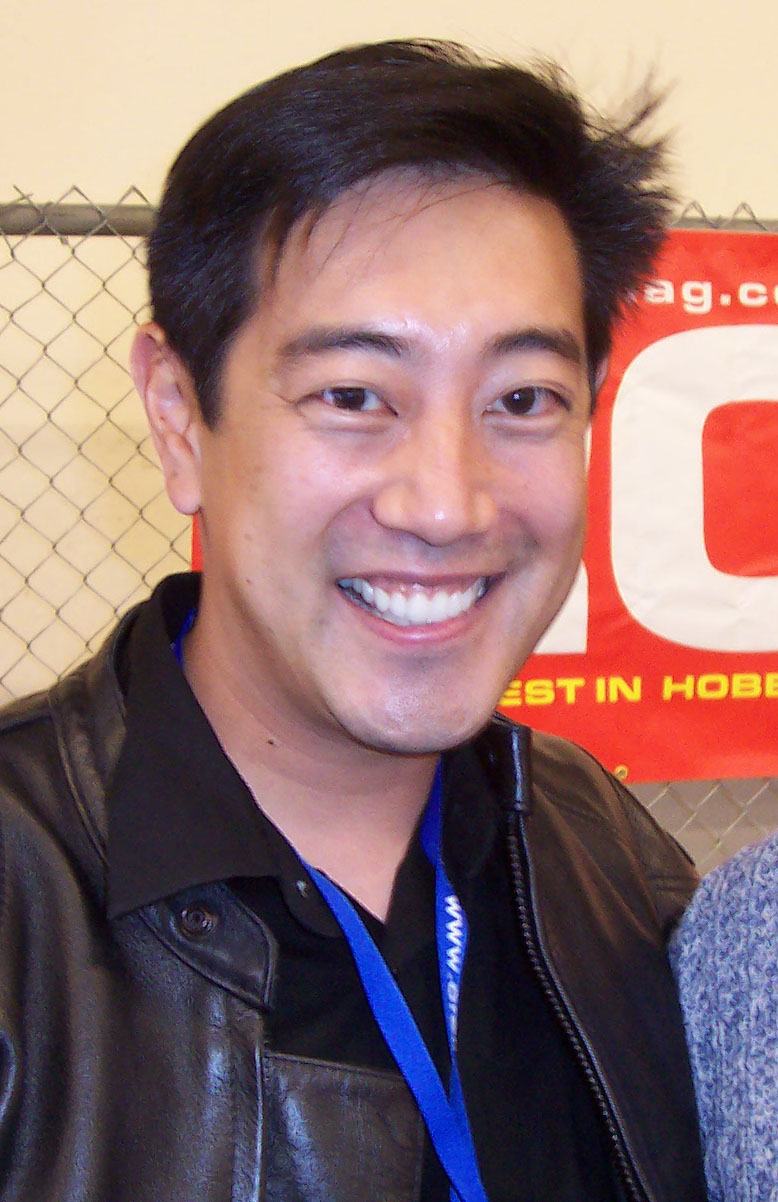
Grant Imahara.

Imahara fue un graduado de la Universidad del Sur de California, con una licenciatura en ingeniería eléctrica. Durante un tiempo, consideró seriamente cambiar de profesión, con la intención de convertirse en un guionista, pero desistió de hacerlo después de asistir a una conferencia de Tomlinson Holman, un profesor de su universidad y creador del sistema THX, sistema que a Grant le fascinó, especializándose en dicho tema.
Fue contratado después de la graduación como Ingeniero Principal de THX en la Industrial Light & Magic de LucasFilms, donde fue parte durante nueve años del equipo de visualización y operador de robots de películas como: The Lost World: Jurassic Park, Terminator 3: La rebelión de las máquinas, The Matrix Reloaded, The Matrix Revolutions, Van Helsing y la trilogía de películas Star Wars, formada por La amenaza fantasma (1999), El ataque de los clones (2002) y La venganza de los Sith (2005). En particular, se le acredita por su trabajo en la actualización de la flota de envejecimiento de los robots R2-D2 de esta trilogía cinematográfica. Hizo una participación pequeña en el documental R2-D2: Bajo la cúpula.[cita requerida]

## Mythbusters
Se unió a Mythbusters, tras la insistencia del amigo y ocasional empleador Jamie Hyneman y su excolega del Industrial Light & Magic Linda Wolkovitch (actualmente productora asociada en MythBusters).[cita requerida] Se incorporó como tercer miembro del equipo, en sustitución de Scottie Chapman. Sus colegas a menudo se refirieron hacia él en broma como el "Grande" de la construcción del equipo, y él a menudo hacía los robots que se necesitaban en el programa.[cita requerida] El 21 de agosto de 2014, Jamie Hyneman y su coanfitrión Adam Savage anunciaron que Imahara, junto con sus compañeros Kari Byron y Tory Belleci, dejarían el equipo de Mythbusters.

## White Rabbit Project
Junto a Kari Byron y Tori Belleci, presentó en 2016 la serie original de Netflix White Rabbit Project, donde el equipo investigaba temas como escapes de prisión, la tecnología del superpoder, atracos, y armas extrañas pertenecientes a la Segunda Guerra Mundial.

## Otros trabajos
Además de su participación en Mythbusters, fue conocido por sus apariciones en la temporada ocho de BattleBots, donde diseñó y compitió con su robot Deadblow. 
Imahara interpretó  a Hikaru Sulu en los 11 episodios de la serie web Star Trek Continues.También interpretó al teniente Masaru en la película Star Trek Renegades de 2015.
Imahara residía en Oakland, California, en el momento de su muerte.

## Vida personal
En diciembre de 2016, Imahara se comprometió con su novia de mucho tiempo, diseñadora de vestuario y actriz Jennifer Newman. Nunca se casaron.
Imahara fue mentor del equipo de robótica de la escuela secundaria Richmond en california mientras trabajaba para Lucasfilm VFX.

## Fallecimiento
Falleció el 13 de julio de 2020 a los 49 años, a causa de un aneurisma cerebral.